# Municipio de Richland (Minnesota)
El municipio de Richland (en inglés: Richland Township) es un municipio ubicado en el condado de Rice en el estado estadounidense de Minnesota. En el año 2010 tenía una población de 416 habitantes y una densidad poblacional de 4,45 personas por km².

## Geografía
El municipio de Richland se encuentra ubicado en las coordenadas 44°14′25″N 93°6′5″O / 44.24028, -93.10139. Según la Oficina del Censo de los Estados Unidos, el municipio tiene una superficie total de 93.45 km², de la cual 93,45 km² corresponden a tierra firme y (0 %) 0 km² es agua.

## Demografía
Según el censo de 2010, había 416 personas residiendo en el municipio de Richland. La densidad de población era de 4,45 hab./km². De los 416 habitantes, el municipio de Richland estaba compuesto por el 99,52 % blancos y el 0,48 % eran de una mezcla de razas. Del total de la población el 0 % eran hispanos o latinos de cualquier raza.